# Figedy-Fichtner Sándor
Figedy-Fichtner Sándor (Urai-Újfalu, 1878. június 15. – Budapest, 1946. szeptember 8.) karmester, zeneszerző.

## Élete, pályafutása
Fichtner Sándor (1932-től hivatalosan Figedy Sándor, elterjedt formájában Figedy-Fichtner Sándor) 1878. június 15-én született a Vas vármegyei Urai-Újfaluban Fichtner József bajor származású földbirtokos és Poósch Kornélia gyermekeként. Az elemi iskola elvégzése után a soproni evangélikus líceumban tanult, zongorázott és orgonált, már diákként a soproni evangélikus templom orgonistája lett, ekkor írta első kompozícióit (Capriccio zongorára, több Prelúdium orgonára, egy melodráma Rákos nymphájához címmel). 1898-ban felvételt nyert a Zeneakadémiára. 1901. március 15-én a Vígszínházban bemutatták zenekarra írt Klapka-nyitányát. 1903-ban 63 pályázó közül elnyerte a Magyar Honvédség szegedi 5. sz. gyalogezrede 72 tagú zenekarának karmesteri állását. A háború után átszervezett honvédségben, 1922-től ez az egység lett a 9. sz. Hunyadi János gyalogezred, zenekarát 1934-ig vezette. 1934. május 1-jével a nyugdíjba vonuló Fricsay Richárd utódaként a Magyar Honvédség 1. sz. Mária Terézia gyalogezred zenekarának élére nevezték ki. A legnagyobb presztízsű magyar katonazenekar fő-zeneigazgatói állása kedvéért Budapestre költözött. Utóda a szegedi katonazenekarnál budapesti elődjének fia, az akkor húszesztendős Fricsay Ferenc lett. 
Figedy-Fichtner Sándor Szegeden rendkívül sokoldalú tevékenységet fejtett ki. A katonazenekarnak számos művet komponált, illetve sok átiratot készített népszerű szimfonikus művekből. Honvéd zenekarát a város másik katonazenekarának tagjaival és civilekkel kiegészítve, időnként énekkarokkal együttműködve gyakran dirigált nagyszabású szimfonikus koncerteket és oratóriumokat. 1918 novemberében az ő kezdeményezésére alakult meg a Szegedi Filharmonikus Egyesület, mely célul tűzte ki az állandó szegedi szimfonikus zenekar megalakítását. A létrejövő együttes 1919. január 23-án adta első hangversenyét, Fichtner Sándort elnök-karnagynak választotta. A zenekar tagjai katonazenészek, a Városi Színház zenekarában játszó muzsikusok, zenetanárok és jó hangszeres tudású amatőrök voltak. A Szegedi Filharmonikus Egyesület zenekarának élére Figedy-Fichtner Budapestre költözésekor a katonakarmesteri állásban is őt követő Fricsay Ferenc került. Ez a zenekar vált az 1969-ben önálló, városi intézményként Vaszy Viktor irányításával létrejövő Szegedi Szimfonikus Zenekar alapjává. 
Budapesti tevékenységéről kevés adat van, zenei munkásságának legtermékenyebb periódusa nyilvánvalóan a Szegeden töltött három évtized volt. Utolsó éveiben Mátyásföldön lakott, 1946. szeptember 8-án hunyt el szívbetegségben. 

## Művei
- Capriccio zongorára (1897)
- Prelúdiumok orgonára (1897–1898)
- Rákos nymphájához (1898)
- Klapka-nyitány (1901)
- Magyar ünnepi nyitány (1901)
- Magyar hangverseny-nyitány (1905)
- Tavaszi nyitány (1906)
- Hegedűverseny (1907)
- Szimfonikus románc (1908)
- Magyar szimfonikus költemény
- g-moll Fúvósötös (1909)
- Gordonkaverseny (1912)
- 18. zsoltár (1916)
- Zongorafantázia (1920)
- Magyar szvit (1923)
- 1848 – szimfonikus költemény
- Bergengócia – operett (1923)
- I. szimfónia (1928)
- Dalok Móra Ferenc és Juhász Gyula verseire
- kórusművek
- átiratok fúvószenekarra